# George Whitefield
George Whitefield, född den 27 december 1714 i Gloucester, död den 30 september 1770 i Newburyport, Massachusetts, var en engelsk predikant och en av metodismens grundläggare.

## Biografi
George Whitefields far var värdshusvärd. År 1732 blev han student vid Pembroke College i Oxford och ägnade sig åt teologiska studier. Redan i slutet av skoltiden slöt han sig till den av bröderna Charles och John Wesley stiftade heliga klubben. I denna förening var han den första som trängde igenom de självplågande fromhetsövningarna till evangelisk trosfrimodighet.
Whitefield prästvigdes i Gloucester 1736, återvände därefter till Oxford, där han – efter Wesleys avresa till Nordamerika – ledde metodistsällskapet, samt predikade i London, Bristol och på andra orter. På Wesleys anhållan gjorde han en missionsresa till Georgia, där han tillbringade tre månader 1738. 
Efter återkomsten deltog han med Wesley i den stora väckelsepredikan. När episkopalkyrkans predikstolar snart stängdes för metodistpredikanterna, var Whitefield den förste som tog det djärva beslutet att den 17 februari 1739 predika på ett öppet fält. han upprepade detta otaliga gånger, och ibland hade han åhörarskaror på 20  000–30 000 personer åt gången. Perioden 1739–1741 besökte han åter Amerika. 
År 1741 utbröt en schism mellan honom och Wesley. Whitefield höll fast vid den kalvinska läran om predestination, medan Wesley förblev en motståndare till denna lära. Denna olikhet ledde dock inte till någon längre personlig motsättning. 
Åren 1741–1748 reste Whitefield till Skottland, England och Wales och besökte Nordamerika, överallt predikande under bar himmel för stora skaror. År 1748 trädde han i förbindelse med grevinnan Huntingdon, som beredde metodismen insteg vid hovet och inom de aristokratin och efter hand grundlade 66 kapell samt ett predikantseminarium i Trevecca i Wales (1768). 
Återstoden av sitt liv tillbringade Whitefield på missionsresor i England, Irland och Amerika, som han besökte sju gånger. På en vecka talade han i allmänhet 40, ofta 60 timmar, och detta arbete uttömde alltför tidigt hans dessutom svaga kroppskrafter.
Han har blivit kallad fursten bland engelska predikanter och han har beskrivits som en skicklig talare, som kunde dramatisera men samtidigt anpassa sin framställning efter sina åhörares sätt att tänka och tala. 
Hans föredrag utmärkte sig för övrigt varken genom hög spekulation eller sträng logik, och både överdrifter och lidelsefull häftighet i bedömandet av andra förekom. Innehållet av hans framställning rörde sig i början huvudsakligen om nödvändigheten av pånyttfödelse, sedermera om rättfärdiggörelsen genom tron, det mänskliga syndafördärvet och Kristi rättfärdighet, den kommande domen och försoningen genom Kristus allena. 
Eftersom han inte skrev ned sina predikningar så har endast 75 av dem blivit bevarade genom andras, ofta bristfälliga, anteckningar. En samlad upplaga av Whitefields predikningar, brev med mera utgavs i 7 band 1771–1772, med levnadsteckning av John Gillies.